# Королевский оперный театр (Оман)
Королевский оперный театр Маската (ROHM) — главная площадка Омана для проведения музыкальных и культурных событий. Он расположен в районе Шати Аль-Курм города Маскат на улице султана Кабуса. Построенный по заказу султана Омана Кабуса бен Саида Королевский оперный театр служит примером уникальной современной архитектуры Омана и способен вместить до 1100 человек. Комплекс оперного театра состоит из концертного зала, зрительного зала, ландшафтных садов, культурного рынка с розничной торговлей, роскошных ресторанов и арт-центра для музыкальных, театральных и оперных постановок.

## История
Правитель Омана, султан Кабус бен Саид, был давним поклонником классической музыки и искусств. В 2001 году он приказал построить оперный театр. Его первоначальное название звучало как «Дом музыкальных искусств», в итоге же было выбрано название «Королевский оперный театр Маската (ROHM)». Этот оперный театр, воздвигнутый строительной компанией «Carillion Alawi», стал первым в мире оснащённым мультимедийной интерактивной системой дисплеев компании «Radio Marconi» на сиденьях, известной как Mode23. Рельефный фасад здания украшен минералом, который известен под названием «роза пустыни», а интерьеры оформлены в традиционном арабском стиле. Концертный зал театра оснащен новейшим аудио- и видеооборудованием. Королевский оперный театр был официально открыт 12 октября 2011 года, с постановкой оперы «Турандот» с участием испанского тенора Пласидо Доминго.

## Именитые гости
Королевский оперный театр имел впечатляющий первый сезон, с выступлениями Пласидо Доминго, Андреа Бочелли и сопрано Рене Флеминг. Кроме того, состоялись музыкальные выступления всемирно известного виолончелиста Йо Йо Ма и Лондонского филармонического оркестра, Американского театра балета с постановкой «Дон Кихота», танцевальной труппы Пола Тейлора, балета Мариинского театра «Лебединое озеро» и трубача Уинтона Марсалиса с Нью-Йоркским джаз-оркестром Lincoln Center Orchestra. В оперном театре также выступали некоторые арабские артисты, такие как Маджида Эль-Руми, а также прошёл трибьют в честь легендарного арабской певицы Умм Кульсум. В марте 2013 года известный индийский скрипач Лакшминараяна Субраманиам выступил в Королевском оперном театре и описал его оркестр как единственный на Ближнем Востоке, полностью состоящий из региональных музыкантов.

## Галерея
- Главный вестибюль театра
- Орган
- Кубинский национальный балет на сцене театра в Маскате
- «Травиата», опера Джузеппе Верди, октябрь 2013
- «Турандот», опера Джакомо Пуччини на сцене театра в Маскате
- Органный концерт Королевского оманского симфонического оркестра